# Lucien Foulet
Lucien Foulet (* 1873; † 1958) war ein französischer Romanist und Mediävist.

## Leben und Werk
Foulet war als reicher Einzelerbe nicht zu einem Brotberuf gezwungen, wegen seiner labilen Psyche dazu allerdings auf Dauer auch nicht geeignet. Er war Schüler und Protégé von Joseph Bédier. Von 1900 bis 1911 lehrte er in den Vereinigten Staaten, zuerst am Bryn Mawr College, ab 1909 bei William A. Nitze in Berkeley. Er promovierte mit der Arbeit Le Roman de Renard (Paris 1914, 1968, Genf 2007).

Lucien Foulet war der Vater von Alfred Foulet. 

## Weitere Werke
- (Hrsg.) Correspondance de Voltaire (1726–1729) la Bastille, l’Angleterre, le Retour en France. Paris 1913
- A bibliography of medieval French literature for college libraries. hrsg. von Albert Schinz und Georges A. Underwood, New-Haven 1915
- Petite syntaxe de l’ancien français. Paris 1919, 1923, 1930, 1977, 1990
- (Mitarbeiter) Histoire de la littérature française illustrée. hrsg. von Joseph Bédier und Paul Hazard, 2 Bde., Paris 1923–1924
- Jean Renart, Galeran de Bretagne. Roman du XIIIe siècle. Paris 1925, 1975
- (Hrsg. mit Hubert  Bourgin) Théodore Agrippa d’Aubigné, Les Tragiques Tome I, Livre premier. Misères. Paris 1926
- (Übersetzer) Chrétien de Troyes, Perceval le Gallois ou le Conte du Graal. Paris 1947, 1978, 1991